# Kompania Północno-Zachodnia

Flaga kompanii

Kompania Północno-Zachodnia, Kompania Północnego Zachodu (ang. North West Company) – kompania handlu skórami i futrami założona w 1784 lub 1787 roku przez grupę, głównie szkockich, kupców z Montrealu. Kompania była największym konkurentem Kompanii Zatoki Hudsona. Tereny kontrolowane przez Kompanię rozciągały się na zachód od obszarów Kompanii Zatoki Hudsona, sięgając na zachodzie niższych partii Gór Skalistych. Na północy do kompanii należała większość wybrzeża oraz wiele wysp arktycznych. Na południe rozciągała się aż na tereny dzisiejszych stanów Minnesota, Dakota Północna i Montana. Jako że granice pomiędzy oboma kompaniami nie były jasno wytyczone, często wybuchały pomiędzy nimi spory, niekiedy prowadzące do zbrojnych konfliktów. Najwybitniejszym dyrektorem kompanii był kupiec, podróżnik i odkrywca Alexander Mackenzie. Wobec trudności z ułożeniem poprawnych stosunków z Kompanią Zatoki Hudsona, Kompania Północno-Zachodnia próbowała rozszerzyć swoje działania na tereny pod kontrolą USA – dawną Luizjanę i Oregon. Wspólnie z amerykańskim gigantem finansowym Johnem Jacobem Astorem utworzono w 1810 filię kompanii zwaną Kompanią Południowo-Zachodnią – South West Company. Związek pomiędzy dwoma przedsiębiorstwami nie przetrwał długo z powodu wojny brytyjsko amerykańskiej toczonej w latach 1812 – 1814. Wobec fiaska tego eksperymentu zainicjowano rozmowy z Kompanią Zatoki Hudsona, które doprowadziły do wchłonięcia Kompanii Północnego Zachodu przez starszego konkurenta w 1821 roku.